# Посудово (станция)
Посудово — закрытая промежуточная железнодорожная станция 5-го класса Киевской дирекции Юго-Западной железной дороги на линии Чернигов—Овруч, расположенная между упразднёнными деревнями Посудово и Залесье.

## История
Станция была открыта в 1930 году в составе ж/д линии Чернигов—Овруч. По состоянию местности на 1986 год: на топографической карте лист М-36-013 станция обозначена. Закрыта после Аварии на ЧАЭС 1986 года.

## Общие сведения
Станция была представлена двумя платформами. Имела 3 пути. Было здание вокзала.

## Пассажирское сообщение
Станция закрыта.